# Ischaemum tadulingamii
Ischaemum tadulingamii là một loài thực vật có hoa trong họ Hòa thảo. Loài này được N.C.Nair & Sreek. mô tả khoa học đầu tiên năm 1985.